# Henrik Friman
Bengt Henrik Wilhelm Friman, född 1 oktober 1965 i Norrköpings Hedvigs församling i Östergötlands län, är en svensk företagsledare, företagsekonom och forskare.

## Biografi
Henrik Friman fullgjorde officersexamen vid Officershögskolan 1989 och inträdde senare i reserven, där han befordrades till major 1999.
Han avlade civilekonomexamen 1992 och filosofie doktorsexamen i företagsekonomi vid Stockholms universitet 2001 med avhandlingen Strategic time awareness. Implications of strategic thinking. Friman har examen från den högre chefsutbildningen vid Försvarshögskolan 2001. Han utnämndes till docent inom innovation, design och produktion vid Mälardalens universitet 2004, utnämndes till gästprofessor vid US Naval Postgraduate School 2005–2011 och visiting fellow vid Cranfield University, UK, 2009-2012. Friman var senior expert vid Kungliga Tekniska högskolan, 2021-2023.
Henrik Friman invaldes 2002 som ledamot av Kungliga Krigsvetenskapsakademien, avdelningen för militärteknik. År 2022 invaldes han som ledamot av Kungliga Ingenjörsvetenskapsakademien och dess avdelning för utbildning och forskning. 
Han var försäljningschef Apple Education Reseller 1990-1993. Avdelningsdirektör vid Försvarsmaktens högkvarter 1994–1996, varefter han var verksam vid Försvarshögskolan 1997–2011: som avdelningsdirektör 1997–2004, som utvecklingschef 2004–2007. Därefter var han vid Totalförsvarets forskningsinstitut som forskningschef 2007–2011. Under åren 2011-2017 var han senior strategisk rådgivare och inhyrd chef i flera uppdrag till svenska och internationella företag, via familjeföretaget Strategic Solutions. Åren 2017-2021 var han rektor och VD för IHM Business School. Åren 2022-23 var han VD för Michaël Berglund Board Value och partner i Michaël Berglund grupp. Idag arbetar han som strategisk rådgivare till företagsledningar och styrelser.
Friman var Vice president i AFCEA International 2001-2014 och ledamot av Executive Board 2002–2011.Han var styrelseledamot i IHM Business School 2016-2021 och vice ordförande 2017. Friman var ledamot av Institutet för Strategiska produkters tekniska rådet 2008-2020. Han var medlem av Ingenjörsvetenskapsakademiens näringslivsråd 2019-2023.